# Дзюцу (Наруто)
Дзюцу (яп. 術, букв. «техника, приём») — обозначение особого или фантастического действия ниндзя в манге и аниме «Наруто». Дзюцу были добавлены в «Наруто» Масаси Кисимото для объяснения сверхчеловеческих способностей созданных им персонажей. Разнообразие и эффектность дзюцу считаются одной из причин популярности сериала.